# Útěk mimo hradby

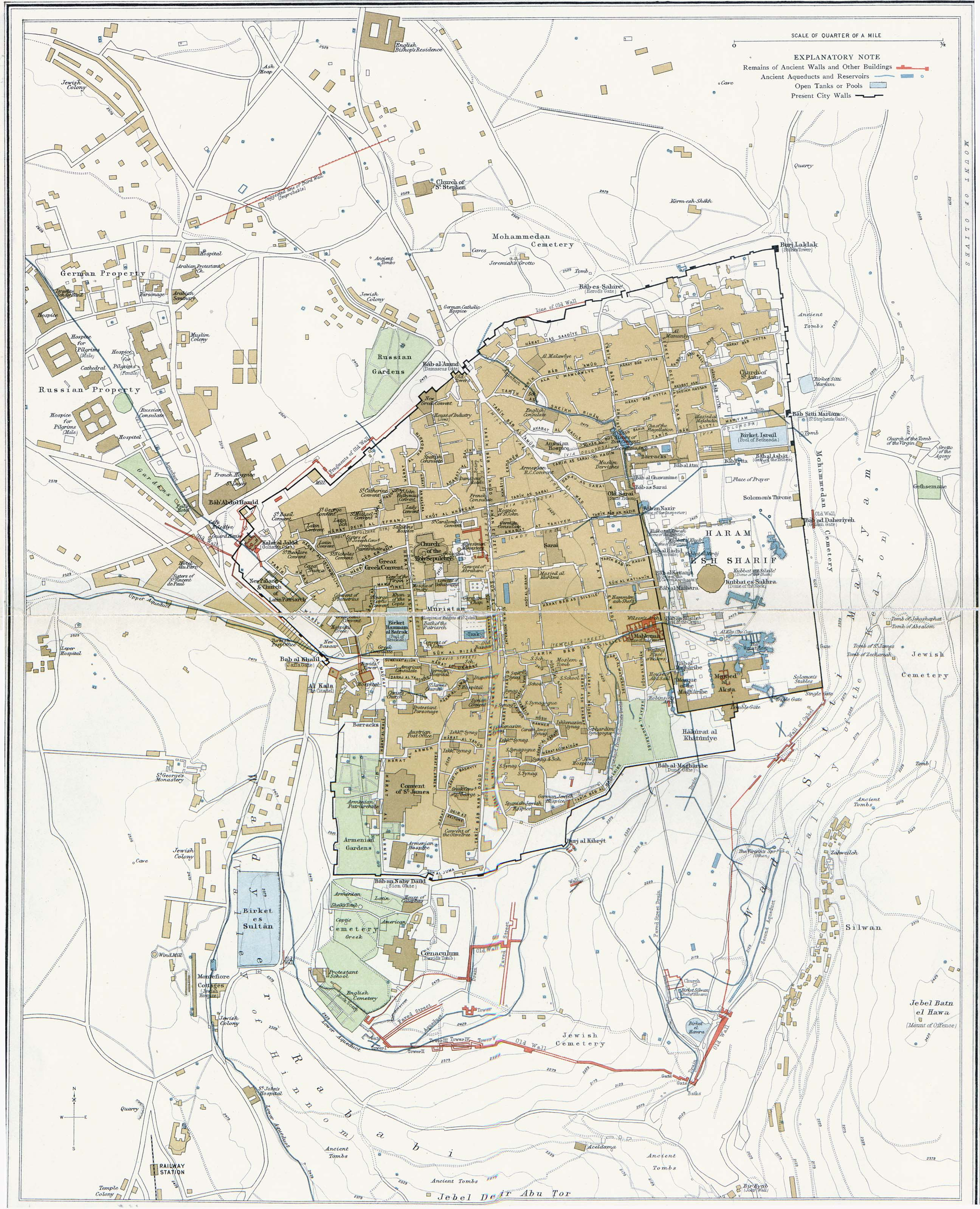
Mapa Jeruzaléma z roku 1915

Útěk mimo hradby je označení pro proces expanze městské zástavby v Jeruzalémě mimo hradby Starého Města. Tento proces probíhal v polovině 19. století, a to po několika staletích, kdy obyvatelé Jeruzaléma bydleli uvnitř opevnění, a byl natolik intenzivní, že během padesáti let bylo toto nové osídlení pojmenováno Nové město.

## Pozadí

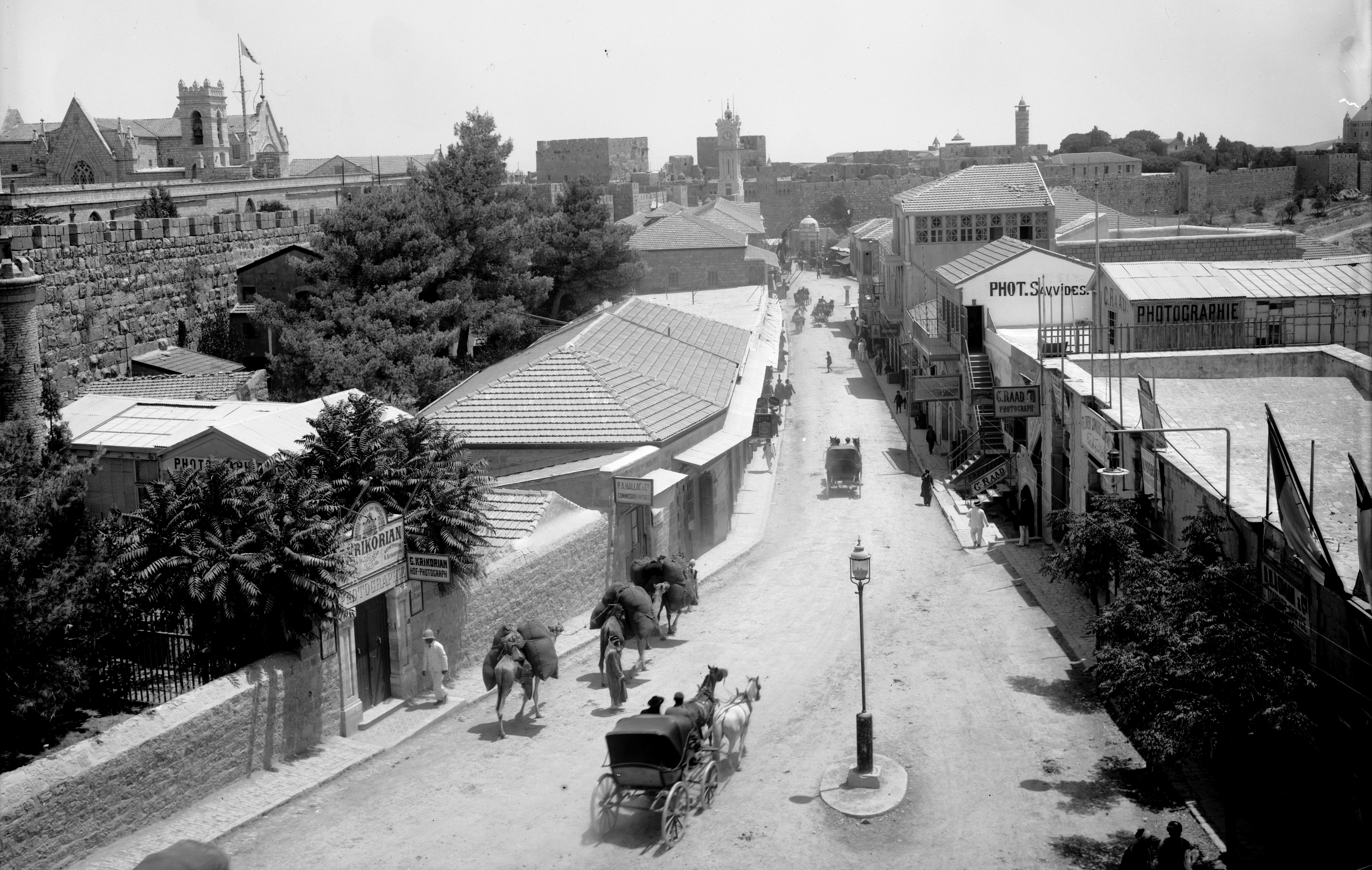
Ulice Jafa na přelomu 19. a 20. století

Do poloviny 19. století se Jeruzalém rozkládal pouze v oblasti vymezené hradbami Starého Města. Oblast mimo hradby byla zejména v noci považována za nebezpečnou kvůli loupeživým bandám. Uvnitř hradeb se tísnili muslimové, židé i křesťané, zástupci osmanské vlády, zahraniční filantropové a diplomaté. Ke konci osmanské vlády se hustota osídlení uvnitř hradeb stala nesnesitelnou, což ovlivnilo životní podmínky, hygienu a ekonomiku města.
Z různých důvodů (např. kvůli plánům velmocí či církví) začala být zakupována půda v okolí Jeruzaléma, zejména na západě a severu. Mezi takovými kupci byl i židovsko-britský filantrop Moses Montefiore, který byl při své návštěvě města zaskočen ubohým stavem bydlení jeruzalémských Židů uvnitř staroměstských hradeb, nedostatkem sociálních služeb, špatnou hygienou a absencí možnosti obživy, které by Židy oprostily od závislosti na dárcovských příspěvcích.
Výstavba budov různých náboženských skupin mimo Staré Město neodpovídala vzoru radiální expanze ostatních měst ve světě, ale soustřeďovala se na západě podél ulic Jafa a Proroků, a to zejména z bezpečnostních a ekonomických důvodů (blízkost městu a poskytování služeb lidem přicházejícím do Jeruzaléma). Olivová hora, obemykající Staré Město od jihovýchodu až k severovýchodu, nebyla navíc kvůli své výšce a strmosti jejích svahů pro osídlení atraktivní. V této oblasti stavěli pouze křesťané, kteří měli o tuto lokalitu zájem z jasných náboženských důvodů. Na Olivové hoře se navíc nacházel rozlehlý starověký židovský hřbitov. Jeruzalém nakonec leží na hranici Judské pouště, a proto lidé opouštějící hradby Starého Města upřednostňovali klimaticky příjemnější oblast západně od města.

## Útěk křesťanů mimo hradby

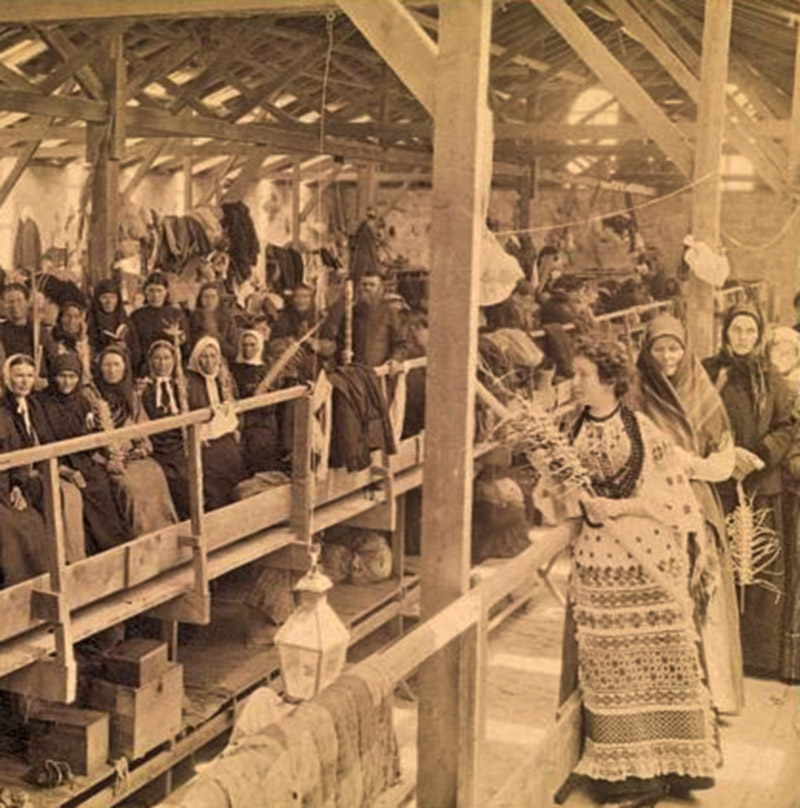
Ruská poutní ubytovna v Jeruzalémě

Nejdříve začali stavět mimo hradby křesťané, kteří využívali dohod o kapitulacích (dojednání a podmínek týkajících se náboženských menšin) a kteří zakládali většinou veřejné budovy. Jako první začal Samuel Gobat, jeruzalémský protestantský biskup, který již v 50. letech 19. století nechal postavit velké veřejné budovy na hoře Sijon, které se dodnes nazývají jeho jménem. Ve stejné době nechal postavit britský konzul James Finn dvě budovy mimo městské hradby: své letní sídlo na místě, kde později vznikla čtvrť Talbije, a zemědělskou farmu Kerem Avraham, která měla podpořit zaměstnanost Židů. Roku 1860 Rusové postavili vlastní čtvrť Migraš ha-Rusim, která se stala útočištěm poutníků a zahrnovala různé ubytovny, nemocnice, kostely apod.

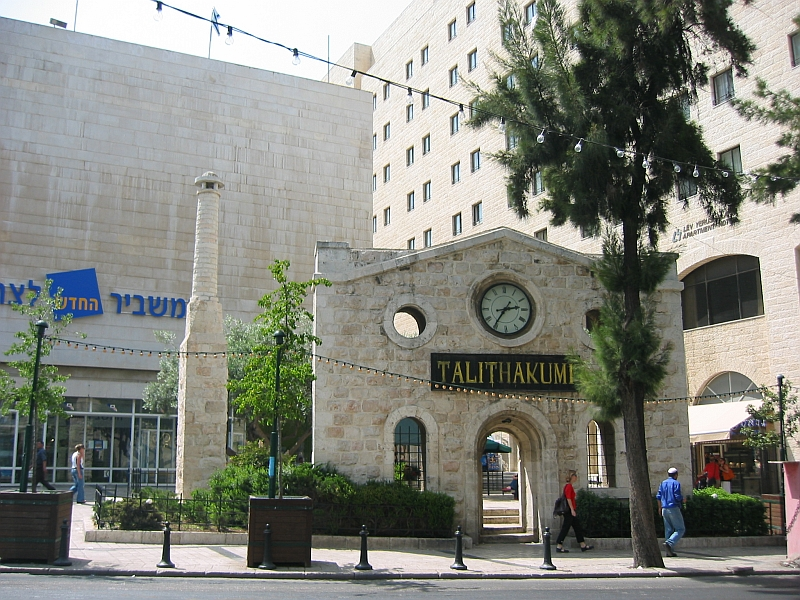
Zbytky sirotčince Talita Kumi v ulici Krále Jiřího

V polovině 19. století vybudovali křesťané různých národností mnohé veřejné budovy (kostely, školy, konzuláty, nemocnice), většinou podél ulice Krále Jiřího (jako klášter Ratisbonne či Talita Kumi). Tato stavební aktivita byla natolik rozsáhlá, že na konci 19. století byla Turky proražena v hradbách Nová brána, která měla usnadnit průchod mezi Křesťanskou čtvrtí a nedávno vybudovanými budovami za hradbami města. Krom oblasti na severozápadě od Starého Města stavěli křesťané také na Olivové hoře.
Výstavba křesťanskými organizacemi se děla většinou z jasně náboženských či vzdělávacích důvodů, k ubytování a pomoci poutníkům. Někdy však byla pomoc křesťanům a poutníkům pouze záminkou. Příkladem může být Ruská pravoslavná společnost, která existovala pod patronací cara a která založila Migraš ha-Rusim. Oficiálně pomáhala tisícům ruských poutníků, kteří připutovali do Jeruzaléma, zejména o Velikonocích, avšak není pochyb, že cílem cara bylo v Jeruzalémě demonstrovat své velmocenské postavení.
Základní charakteristikou křesťanských staveb byl monumentalismus a funkcionalismus v evropském stylu s orientálními prvky. Mnohé objekty byly vystavěny uvnitř uzavřeného areálu.

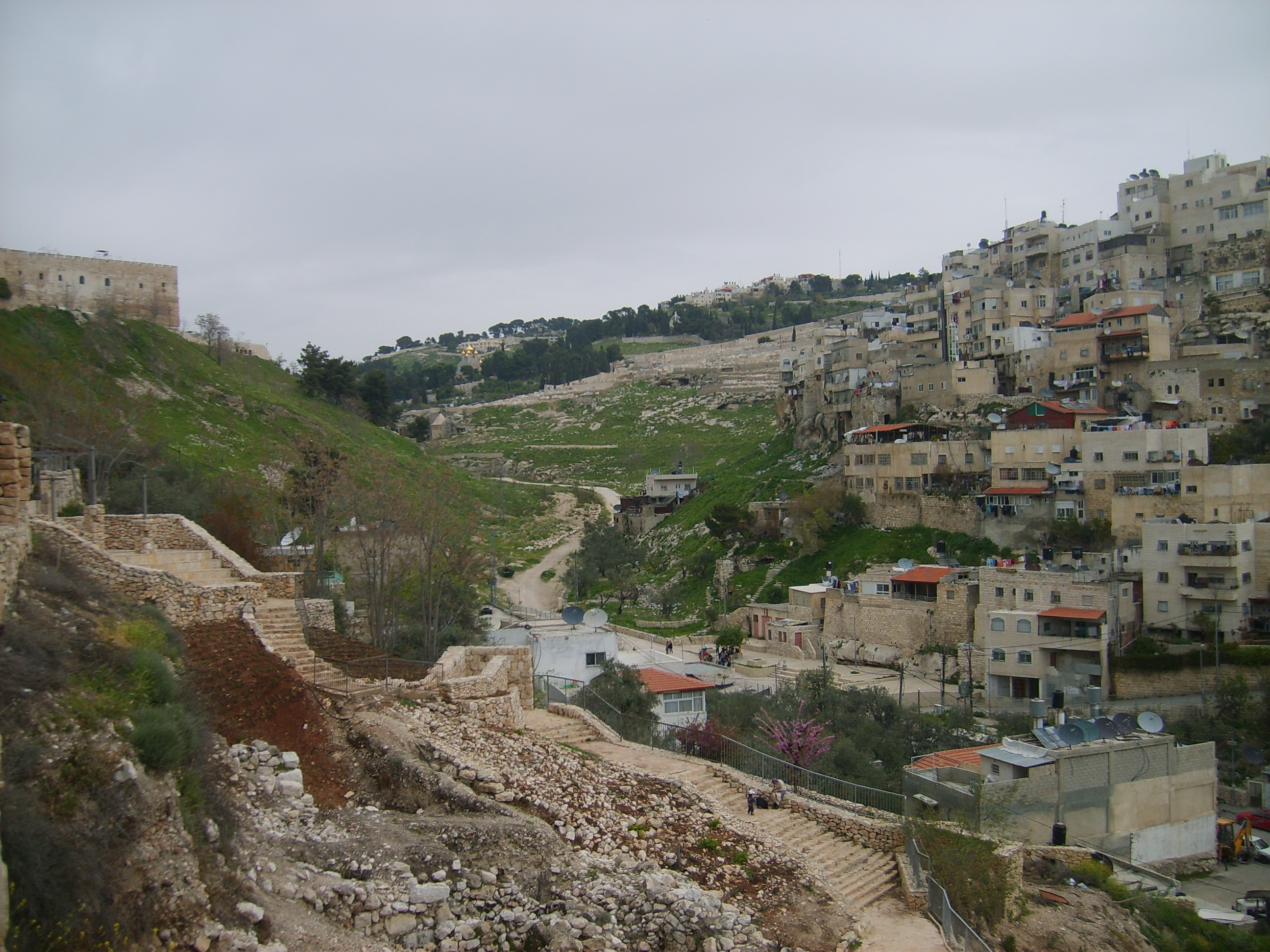
Dnešní osídlení na svazích Kidronu

## Útěk muslimů
Budovy mimo jeruzalémské hradby postavené muslimy byly většinou soukromého rázu. Styl staveb závisel na postavení stavitelů domů. Některé domy byly luxusní, dvoupatrové, vystavěné na velkém pozemku a se zahradou. Naopak vesnické domy byly malé a prosté s plochou střechou. Každopádně charakter budov byl individualistický, bez jednotného stylu.
Muslimská výstavba se soustředila především severně od Jeruzaléma v oblasti dnešní American Colony či čtvrti Husajní, kde si zejména efendim budovali svá prostorná letní sídla. Prostí lidé se usídlovali spíše na jihu, v oblasti vesnice Silvan a na březích Kidronu.

## Útěk židů

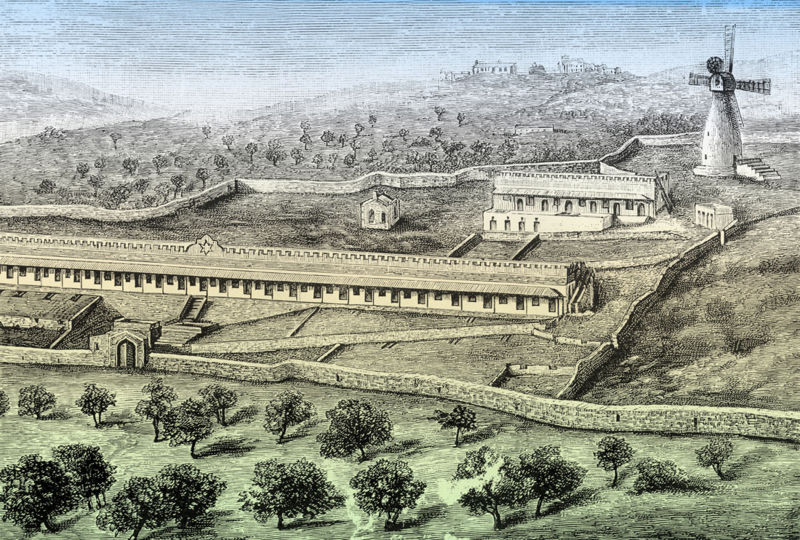
Miškenot Ša'ananim, v pozadí vpravo větrný mlýn – symbol židovského útěku z hradeb

Navzdory tomu, že Židé nebyli prvními, kdo opustili hradby, sehrála židovský výstavba mimo Staré Město zásadní roli. Židé odcházeli pouze z jedné příčiny, a to kvůli tlaku a strádání uvnitř hradeb, které se projevovalo vysokou hustotou obyvatelstva, nemocemi, drahotou a vysokým nájemným. Část židovských staveb mimo hradby byly nemocnice (jako reakce na křesťanské misie) a moderní školy, které sloužily obyvatelům nových čtvrtí. První čtvrtí byla Miškenot Ša'ananim, jejíž výstavbu inicioval Moses Montefiore, vzápětí následovaly další (severně odtud například Jemin Moše). Usídlovaní za hradbami podněcovalo několik skupin lidí:
- filantropové, kteří chtěli pomoci chudým obyvatelům Jeruzaléma – tímto způsobem kromě Miškenot Ša'ananim (1860) vznikla např. také čtvrť Bejt David (1873);

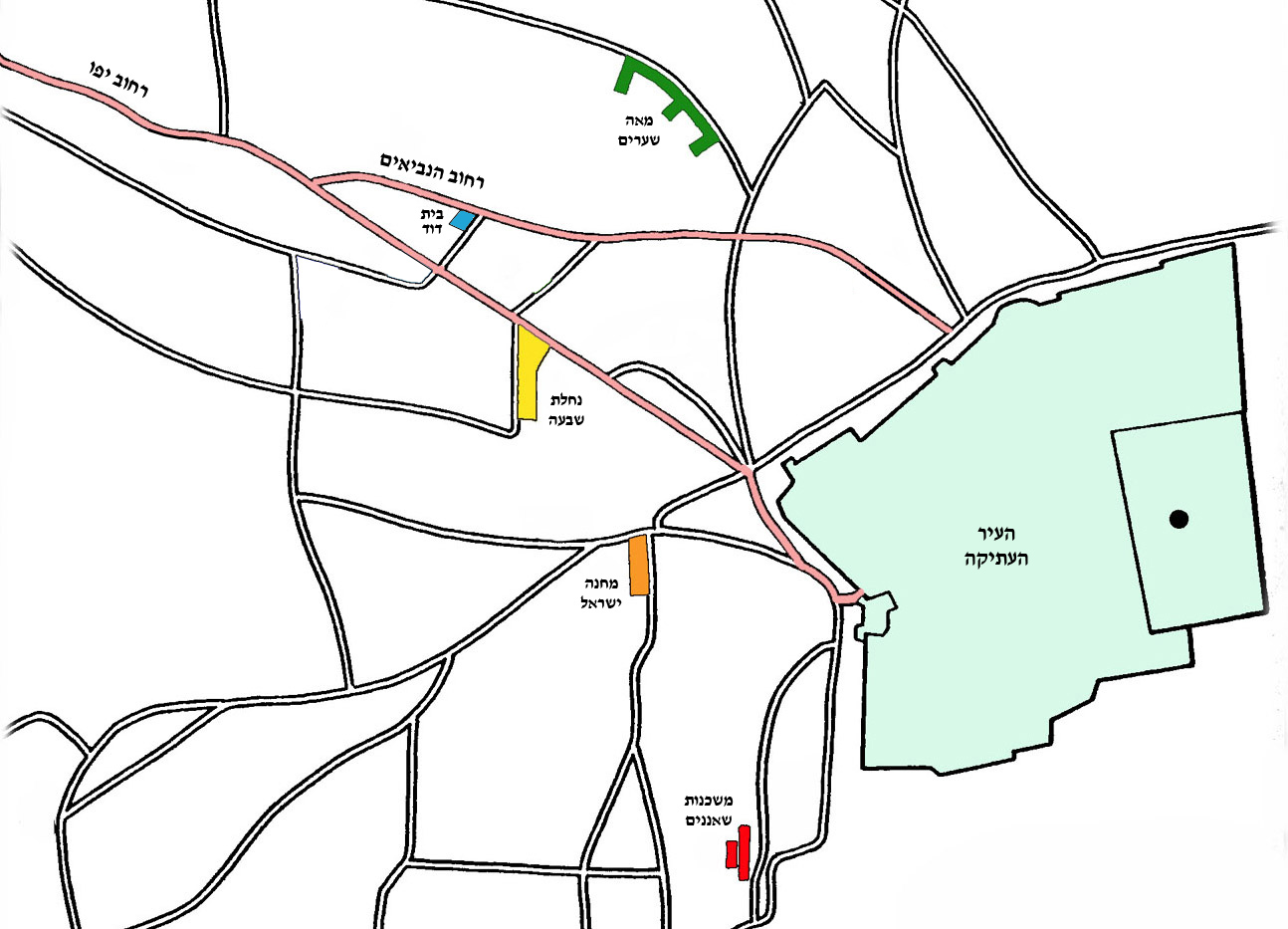
Prvních pět židovských čtvrtí za hradbami Starého Města

- podnikatelé, kteří chtěli na výstavbě vydělat – tak vznikla např. čtvrť Machane Jehuda;
- organizace a společnosti, jejichž cílem bylo zlepšení společnosti, například náboženským studiem. Ve vzácných případech se jednalo taky o skupiny lidí, kteří nechtěli být závislí na penězích Chaluky. Tyto společnosti stály u vzniku Machane Jisra'el (1865) či Me'a Še'arim (1874), svépomocí pak vznikla čtvrť Nachalat Šiv'a (1969).
- soukromé osoby (což byly spíše ojedinělé případy), které si stavěly za hradbami vily.

Styl zástavby závisel na okolnostech a rozpočtu, avšak zpravidla se jednalo o úsporné a funkční budovy, které k sobě těsně přiléhaly. Židovská zástavba se rozprostírala v oblasti jihozápadně až severozápadně od Starého Města. Na jiných místech byly budovány také další izolované osady, jako například osada jemenských židů ve vesnici Silvan